# Sidney Moncrief
Sidney Alvin Moncrief (nascido em 21 de setembro de 1957) é um ex-jogador de basquete profissional.
Como jogador de basquete universitário da NCAA de 1975 a 1979, Moncrief jogou pela Universidade do Arkansas, levando-os ao Final Four de 1978. Apelidado de Sid the Squid, Sir Sid e El Sid, Moncrief jogou 11 temporadas na National Basketball Association, incluindo dez temporadas no Milwaukee Bucks. Ele foi cinco vezes para o NBA All-Star Game e ganhou os dois primeiros prêmios de Jogador Defensivo da NBA em 1983 e 1984. 
Ele foi eleito para o Hall da Fama do Naismith Memorial Basketball em 2019.

## Carreira na faculdade
Moncrief, Marvin Delph e Ron Brewer ("The Triplets"), juntamente com o técnico Eddie Sutton e o técnico assistente Gene Keady, ressuscitaram o programa de basquete da Universidade de Arkansas na década de 1970, após décadas modestas e desinteressantes, e ajudou a estabelecer as bases para o que se tornou um dos principais programas de basquete universitário do país até meados dos anos 90. 
Os Triplets levaram os Razorbacks ao título da SWC e a uma aparição no Final Four em 1978. A liderança de Moncrief na quadra e no jogo eletrizante renovou o interesse no programa e deu início à tradição vencedora em Arkansas. 
Sua camisa foi aposentada pouco tempo depois que ele se formou e foi para a NBA. Moncrief foi o artilheiro de todos os tempos da universidade até Todd Day bater seu recorde em 1992. 
Em 10 de novembro de 2014, Moncrief foi introduzido no Hall da Fama da Southwest Conference. Em 7 de fevereiro de 2015, Moncrief foi homenageado pelo Arkansas quando seu nome foi colocado em um banner pendurado na Bud Walton Arena.

## Carreira na NBA
Embora Jerry West quisesse contratá-lo para o Los Angeles Lakers, a carreira de Moncrief na NBA começou com o Milwaukee Bucks em 1979, quando ele foi a quinta escolha geral no Draft da NBA de 1979.
Durante os anos 80, Moncrief foi o líder do Milwaukee Bucks, que possuía a terceira melhor porcentagem de vitórias da década, atrás apenas do Los Angeles Lakers e do Boston Celtics. Moncrief era conhecido por sua versatilidade na quadra, principalmente devido à sua estatura, mas era mais conhecido por suas jogadas defensivas tenazes. Embora ele fosse considerado um dos maiores Ala-armador de sua época, ele nunca foi capaz de chegar às finais, pois os Bucks ficavam aquém das finais da Conferência Leste. 
Moncrief foi nomeado o Jogador Defensivo do Ano da NBA nas temporadas de 1982-83 e 1983-84. Ele também fez parte do All-Star Game por cinco anos consecutivos e foi nomeado para a Primeiro-Equipe All-NBA na temporada 1982-83. Ele obteve uma média de mais de 20 pontos por jogo em quatro temporadas de sua carreira e terminou sua carreira de 11 temporadas na NBA com uma média de 15,6 pontos por jogo.
Ele ainda detém os recordes do Bucks de mais lances livres certos (3.505) e mais tentativas de lances livres (4.214). Ele é o segundo na lista de mais jogos (695), oitavo em rebotes (3.447), segundo em assistências (2.689) e terceiro em roubos de bola (874).
Depois de ficar fora da NBA por um ano, Moncrief jogou uma temporada com o Atlanta Hawks antes de se aposentar.
Os Bucks aposentaram a camisa de número 4 em 1990, e fez uma homenagem novamente no intervalo de um jogo em 19 de janeiro de 2008, quando o Golden State Warriors, com quem ele era assistente técnico, visitaram o Bradley Center em Milwaukee, Wisconsin, para jogar contra os Bucks.
Entre os admiradores de Moncrief, estava Michael Jordan, que certa vez descreveu sua intensidade em quadra a um repórter do LA Times: "Quando você joga contra Moncrief, você está em uma noite de basquete geral. Ele o perseguirá em todos os lugares que você vá, ambas as extremidades da quadra. Você apenas espera."
Moncrief foi eleito para o Hall da Fama do Wisconsin Athletic em 1998 e para o Hall da Fama do Naismith Memorial Basketball em 2019.

## Estatísticas

### Temporada regular
| Ano      | Equipe    | PJ  | MPJ  | AP   | 3P    | LL   | RT  | AS  | BR  | TO | PPJ  |
| -------- | --------- | --- | ---- | ---- | ----- | ---- | --- | --- | --- | -- | ---- |
| 1979–80  | Milwaukee | 77  | 20.2 | .468 | .000  | .795 | 4.4 | 1.7 | .9  | .2 | 8.5  |
| 1980–81  | Milwaukee | 80  | 30.2 | .541 | .222  | .804 | 5.1 | 3.3 | 1.1 | .5 | 14.0 |
| 1981–82  | Milwaukee | 80  | 37.3 | .523 | .071  | .817 | 6.7 | 4.8 | 1.7 | .3 | 19.8 |
| 1982–83  | Milwaukee | 76  | 35.7 | .524 | .100  | .826 | 5.8 | 3.9 | 1.5 | .3 | 22.5 |
| 1983–84  | Milwaukee | 79  | 38.9 | .498 | .278  | .848 | 6.7 | 4.5 | 1.4 | .3 | 20.9 |
| 1984–85  | Milwaukee | 73  | 37.5 | .483 | .273  | .828 | 5.4 | 5.2 | 1.6 | .5 | 21.7 |
| 1985–86  | Milwaukee | 73  | 35.2 | .489 | .320  | .859 | 4.6 | 4.9 | 1.4 | .2 | 20.2 |
| 1986–87  | Milwaukee | 39  | 25.4 | .488 | .258  | .840 | 3.3 | 3.1 | .7  | .3 | 11.8 |
| 1987–88  | Milwaukee | 56  | 25.5 | .489 | .161  | .837 | 3.2 | 3.6 | .7  | .3 | 10.8 |
| 1988–89  | Milwaukee | 62  | 25.7 | .491 | .342  | .865 | 2.8 | 3.0 | 1.0 | .2 | 12.1 |
| 1990–91  | Atlanta   | 72  | 15.2 | .488 | .328  | .781 | 1.8 | 1.4 | .7  | .1 | 4.7  |
| Carreira | Carreira  | 767 | 30.2 | .502 | .284  | .831 | 4.7 | 3.6 | 1.2 | .3 | 15.6 |
| All-Star | All-Star  | 5   | 23.8 | .404 | 1.000 | .864 | 4.4 | 2.4 | 2.4 | .4 | 11.6 |

### Playoffs
| Ano      | Equipe    | PJ | MPJ  | AP   | 3P    | LL   | RT  | AS  | BR  | TO | PPJ  |
| -------- | --------- | -- | ---- | ---- | ----- | ---- | --- | --- | --- | -- | ---- |
| 1980     | Milwaukee | 7  | 26.0 | .588 | .000  | .871 | 4.4 | 1.6 | .7  | .1 | 12.4 |
| 1981     | Milwaukee | 7  | 39.6 | .435 | .000  | .745 | 6.7 | 2.9 | 1.7 | .4 | 14.0 |
| 1982     | Milwaukee | 6  | 42.0 | .419 | .000  | .789 | 5.0 | 4.0 | 1.5 | .3 | 15.3 |
| 1983     | Milwaukee | 9  | 41.9 | .437 | .000  | .754 | 6.7 | 3.7 | 2.0 | .3 | 18.9 |
| 1984     | Milwaukee | 16 | 38.6 | .518 | .250  | .791 | 6.9 | 4.3 | 1.8 | .6 | 19.1 |
| 1985     | Milwaukee | 8  | 39.9 | .556 | .400  | .933 | 4.3 | 5.0 | .6  | .5 | 23.0 |
| 1986     | Milwaukee | 9  | 36.3 | .426 | .286  | .698 | 4.6 | 4.9 | .6  | .6 | 16.9 |
| 1987     | Milwaukee | 12 | 35.5 | .473 | .286  | .811 | 4.5 | 3.0 | 1.1 | .5 | 19.4 |
| 1988     | Milwaukee | 5  | 34.6 | .480 | 1.000 | .963 | 3.8 | 5.2 | .6  | .2 | 15.0 |
| 1989     | Milwaukee | 9  | 20.4 | .396 | .286  | .938 | 2.9 | 1.4 | .6  | .2 | 6.1  |
| 1991     | Atlanta   | 5  | 18.2 | .500 | .167  | .813 | 3.2 | .4  | .6  | .0 | 7.2  |
| Carreira | Carreira  | 93 | 34.7 | .475 | .293  | .811 | 5.0 | 3.4 | 1.1 | .4 | 16.0 |

## Pós-Carreira
Moncrief foi o treinador principal da Universidade de Arkansas-Little Rock por uma temporada, 1999-2000. Os Trojans terminaram com um recorde de 4 vitórias e 24 derrotas.
Em 2006, Moncrief voltou ao basquete como treinador do Fort Worth Flyers, um time profissional de basquete da NBA D-League. Ele voltou à NBA em outubro de 2007, quando se tornou assistente técnico do Golden State Warriors. Em 2011, ele retornou ao Milwaukee Bucks como treinador assistente.
Foi anunciado em julho de 2013 que Moncrief analisaria e comentaria os jogos dos Bucks para a FSN Wisconsin.

## Vida pessoal
O filho de Moncrief, Brett, foi um dos receptores do Mississippi Gulf Coast Community College e da Universidade de Troy. Seu sobrinho Albrey Battle jogou oito temporadas na Arena Football League e pelo San Francisco Demons da XFL.